# ذخیره‌گاه زیست‌کره دلتا رود سرخ
ذخیره‌گاه زیست‌کره دلتا رود سرخ (به لاتین: Red River Delta Biosphere Reserve) یک ذخیره‌گاه زیست‌کره در ویتنام است که در Red River Delta, Vietnam واقع شده‌است.